# ディープス
ディープス（DEEP'S）は、東京都新宿区に拠点を置くアダルトビデオメーカー。

## 概要
1999年8月にマメゾウにより設立。社名は「株式会社東凛（とうりん）」。現在の代表者は渡邊雄士。
元はソフト・オン・デマンドグループの主要メーカーであったが、グループを離脱し2016年10月より流通をアウトビジョンに移した。これに伴い人気シリーズ「マジックミラー号」は「ザ・マジックミラー」に名称を変更。
現在は主に企画もの作品を毎月リリースしている。主な作品ラインナップは「ザ・マジックミラー」「マジックミラー便]」「一般男女モニタリングAV」「マジックミラーの向こうには●●」や女優ドラマものなど。かつてはブルマやレズもの、フェチ作品などを多くリリースしていた。
AVグランプリ2008では、三浦亜沙妃、山城美姫、大石もえ、澄川ロアが出演した『マジックミラー号 逆ナンパin湘南 170cm以上の極上ボディSPECIAL！!』がナンパ・素人部門優秀賞に選ばれた。
AV OPEN2014にて、ルミナックス監督のマジックミラー号作品『顔出し!女子大生限定 マジックミラー号 徹底検証!男女の友情は成立する!? 友達関係のリアル素人大学生が日本一エロ〜い車MM号の中で二人っきり? 人生初の真正中出し編!?女友達のオマ○コにチ○ポ生ハメ!快楽と理性の狭間で揺れる若い精子は膣内に射精されるのか!?in池袋』がミドル級で1位に選ばれた。
AV OPEN2015にて、ルミナックス監督のマジックミラー号作品『顔出し！女子大生限定 マジックミラー号 徹底調査！友達同士2人っきりで初めての混浴温泉人生初の真正中出し編！リアル素人大学生が日本一エロ〜い車MM号の中で究極の過激ミッションに挑戦！まさかの生ハメチャンス到来にヤリたい盛りの大学生チ◯ポは女友達のオマ◯コに射精してしまうのか!?in池袋』が素人部門で1位に選ばれた。

## 所属監督
- マメゾウ
- グリーンハウスエフェクト[6]
- ファンキー・ハセイ(ファンキー長谷井)[6]
- ナガセスウィング(旧名:おにいちゃんぱんだ)[6]

## 作品

### 主なシリーズ
- ザ・マジックミラー
- マジックミラー便
- 一般男女モニタリングAV
- マジックミラーの向こうには●●
- SEXのハードルが異常に低い世界
- レイプが合法になった世界
- ママ失格
- おっぱいママを狙うマセガキ同級生
- 変態ショタコン家庭教師
- 妊娠させるための性教育
- デカチン巨乳ふたなり高校教師

### 過去のシリーズ
- 上は制服 下はブルマ
- レズバトル
- 全裸スポーツ
- クイズ・レイプショック
- アナル拷問
- ホームレス無制限生中出し
- レズ奴隷
- 超高級美少女レズ・ソープ嬢
- 本物レゲエダンサー

## 過去の主な専属AV女優
- 真木あんな
- あすか伊央
- 舞雪
- 可愛カナ
- 美咲みゆ
- 桐嶋永久子

## インタビュー
- 大人気AVシリーズ「マジックミラー号」監督＆プロデューサーが教える、素人美人ゲットのコツ(2012年2月1日、週プレNEWS)[7]
- ＜エロ業界のワーキングウーマン 第1回＞美人AVプロデューサー激白！(前編)女の美学ってギャルだなって思ってて…でも売れるのは清楚なんですよ！(2016年12月2日、東スポ 裏通りWEB)[8]
- ＜エロ業界のワーキングウーマン 第1回＞美人AVプロデューサー激白！(後編) ナンパモノ素人の中出しを見て人情に触れた気分になりましたね(笑)(2016年12月3日、東スポ 裏通りWEB)[9]
- トイズハートプレゼンツのニコ生「ハートの部屋(仮)」にディープスの2美女登場＜麻雅庵のセクシーアイドル覗きアナ＞(2016年12月29日、東スポ 裏通りWEB)[10]